# Arthur Defensor Sr.
Arthur Doligosa Defensor, detto Arthur Defensor senior (Dumangas, 25 dicembre 1941), è un politico filippino.
È stato membro della Camera dei rappresentanti, per il terzo distretto di Iloilo, dal 2001 al 2010. Dal 2010 è sindaco di Iloilo, carica che ha già ricoperto tra il 1992 e il 2001.

## Biografia
Membro del clan politico dei Defensor, è padre di Arthur Jr. e cugino dell'ex senatrice Miriam Defensor-Santiago.